# Theristria attenuata
Theristria attenuata är en insektsart som beskrevs av Christine Lynette Lambkin 1986. Theristria attenuata ingår i släktet Theristria och familjen fångsländor. Inga underarter finns listade i Catalogue of Life.